# Sant Clamenç
Sant Clamenç (en francès Saint-Clément-de-Rivière) és un municipi occità del Llenguadoc, situat al departament de l'Erau i a la regió d'Occitània.